# Pretty Cure Splash Star - Le leggendarie guerriere
Pretty Cure Splash☆Star - Le leggendarie guerriere (映画 ふたりはプリキュア Ｓｐｌａｓｈ☆Ｓｔａｒ チクタク危機一髪！?, Eiga Futari wa Purikyua Supurasshu☆Sutā Chiku taku kiki ippatsu!, lett. "Futari wa Pretty Cure Splash☆Star - Il film: La situazione critica del tempo!") è un film del 2006 diretto da Junji Shimizu.
È il terzo film d'animazione tratto dal franchise Pretty Cure di Izumi Tōdō e l'unico relativo alla terza serie Pretty Cure Splash☆Star.

## Trama
La gara di karaoke "Canta che ti passa" alla quale Saki e Mai devono partecipare si interrompe bruscamente perché il tempo si ferma per tutti, tranne che per loro. Poco dopo si imbattono in Orazio e Minù, due spiriti che simboleggiano il primo le ore e il secondo i minuti dell'Orologio dell'Eternità, una grande costruzione che regola il tempo in tutto l'universo dalla Terra degli Orologi. Sirlon, un emissario di Dark Fall alla ricerca del portale verso quel mondo, ha imprigionato i dodici spiriti guardiani dell'Orologio nel suo Labirinto Eterno, da cui uscire è teoricamente impossibile, così da poter fermare in modo definitivo il tempo in tutti gli universi per poi dominarli quando la sabbia della clessidra sarà finita. Catapultate nella Terra degli Orologi, Saki e Mai scelgono di proteggere Orazio e Minù, ma un litigio le fa dividere e perdere momentaneamente i poteri. Rimaste da sole in mezzo al Labirinto Eterno, però, le due ragazze si rendono conto dei rispettivi sbagli e ritrovano l'armonia perduta, salvando la Terra degli Orologi e sconfiggendo definitivamente Sirlon, aiutate per l'occasione dai dodici spiriti dell'Orologio, rappresentanti quelli dello zodiaco cinese. Infine, il tempo torna a scorrere e Saki e Mai riprendono la gara di karaoke.

## Personaggi esclusivi del film
Orazio (アワーズ?, Awāzu, Hours) & Minù (ミニッツ?, Minittsu, Minutes)
Rispettivamente la lancetta delle ore e quella dei minuti dell'Orologio dell'Eternità, Orazio è una tartaruga maschio mentre Minù una coniglio femmina. Nonostante Orazio rimproveri spesso Minù, si vogliono molto bene. Sono stati sbalzati via dalla Terra degli Orologi a seguito del blocco del tempo da parte di Sirlon. Fanno la conoscenza delle Pretty Cure alle quali chiedono di sconfiggere il nemico prima che il tempo si blocchi definitivamente e non ci sia più futuro. Alla fine rientrano dentro l'Orologio dell'Eternità, che così torna in funzione.
Sirlon (サーロイン?, Sāroin, Sirloin)
È un uomo alto e sbarbato, in giacca e cravatta e con una tuba in testa, appartenente all'impero del male di Dark Fall. Si è introdotto nella Terra degli Orologi per bloccare l'Orologio dell'Eternità e fare in modo che, una volta esauritasi la sabbia nella clessidra, il tempo si fermi in tutti gli universi, permettendogli così di poterli dominare. Il suo vero aspetto è quello di un gigantesco Minotauro. Viene sconfitto dalle Pretty Cure con l'aiuto degli spiriti dell'Orologio dell'Eternità.
Sig. Tokita (トキタ?, Tokita)
È un anziano orologiaio. Il suo negozio possiede l'orologio più antico della città, il quale è il portale d'ingresso verso la Terra degli Orologi.
Aki Mukai (向井 亜紀?, Mukai Aki) & Yuka Uchiyae (うちやえ ゆか?, Uchiyae Yuka)
Sono due giudici speciali della gara di karaoke a cui partecipano Saki e Mai. I due personaggi sono un omaggio alle omonime cantanti giapponesi esistenti, Aki Mukai e Yuka Uchiyae.

## Luoghi
Terra degli Orologi (時計の郷?, Tokei no Sato)
Vi si accede passando per un orologio che sia attivo da almeno cento anni, segnando sempre l'ora esatta senza mai perdere un secondo. L'orologio prescelto è la pendola presente nella bottega di orologi del signor Tokita. È una terra montagnosa, con tantissimi orologi incastrati nel terreno, tra cui il grande Orologio dell'Eternità che, con i suoi dodici spiriti guardiani, regola il tempo in tutti gli universi.
Labirinto Eterno (永遠の迷宮?, Eien no Meikyū)
È un labirinto nel quale Sirlon imprigiona le Pretty Cure e dal quale teoricamente non si può uscire, anche se le Pretty Cure trovano l'uscita, situata sulla schiena del mostro Uzaina. L'accesso è nella valigetta di Sirlon. Nel labirinto si presentano due paesaggi diversi: un sotterraneo labirintico con scale e colonne di pietra e un deserto con tanti campanili che fungono da passaggi.

## Colonna sonora
| Nº | Titolo CD | Numero tracce | Data uscita      |
| -- | --- | ------------- | ---------------- |
| 1  | Eiga Futari wa Pretty Cure Splash☆Star - Tick tack kiki ippatsu! - Original Soundtrack (映画 ふたりはプリキュア Ｓｐｌａｓｈ☆Ｓｔａｒ チクタク危機一髪！ オリジナル・サウンドトラック?) | 44            | 22 dicembre 2006 |
| 2  | Precure eiga shudaika Collection (プリキュア映画主題歌コレクション?) | 20            | 16 febbraio 2011 |

### Sigle
Le sigle originali di apertura e di chiusura sono composte da Yasuo Kosugi con i testi di Kumiko Aoki. La sigla italiana, invece, interpretata per Rai Trade con testo di Bruno Tibaldi, segue lo stesso arrangiamento della sigla di testa giapponese, sia in apertura che in chiusura.
Sigla di apertura
- Makasete★Splash☆Star★ (まかせて★スプラッシュ☆スター★?), cantata da Yuka Uchiyae con Splash Stars (Orie Kimoto, Atsuko Enomoto)

Sigla di chiusura
- Ganbalance de Dance ~Saki & Mai version~ (ガンバランスｄｅダンス ～咲＆舞 ｖｅｒｓｉｏｎ～?), cantata da Saki (Orie Kimoto) e Mai (Atsuko Enomoto) con Flappy & Choppy

Sigla di apertura e di chiusura italiana
- Pretty Cure Splash☆Star, versione italiana di Makasete★Splash☆Star★, cantata da Giorgia Alissandri

## Distribuzione
Il film è stato proiettato per la prima volta nelle sale cinematografiche giapponesi il 9 dicembre 2006. Il DVD è uscito il 18 aprile 2007, mentre il Blu-ray il 18 marzo 2015.
In Italia i diritti sono stati acquistati dalla Rai, che lo ha trasmesso il 6 novembre 2010 su Rai 2. Il doppiaggio è stato curato da La BiBi.it, la direzione del doppiaggio è di Anna Cesareni e i dialoghi italiani sono di Lina Zargani.
È stato trasmesso a Taiwan il 12 febbraio 2010 con il titolo Guāng zhīměi shàonǚ diànyǐng bǎn - zhěngjiù shíguāng jīnglíng (光之美少女電影版－拯救時光精靈S, lett. "Le Ragazze della Luce il film - Lo Stregone del tempo") e a Hong Kong il 9 aprile 2010 con il titolo Guāng zhīměi shàonǚ - shíjiān jīnglíng (光之美少女－時間精靈S, lett. "Le Ragazze della Luce - Lo Stregone del tempo").

## Accoglienza
L'incasso totale è di 300 milioni di yen circa.
La prima trasmissione italiana ha avuto uno share del 4,33%, per un totale di 275.000 spettatori.

## Altri adattamenti
Un adattamento manga del film, disegnato da Futago Kamikita, è stato pubblicato da Kōdansha il 6 dicembre 2006 con ISBN 4-06-372245-7. Il 5 giugno 2015 è stato ristampato.